# 대배틀 The Contender
《대배틀 The Contender》(영어: Great Battle The Contender 그레이트 배틀 더 컨텐더[*])는 온게임넷의 게임 프로그램이다.
2월 16일을 끝으로 시즌 1 대배틀이 끝났으며, 3월 3일부터 대배틀 The Contender라는 이름으로 시즌 2가 방영되었다가 8월 4일을 끝으로 종영 되었다.

## 소개
시즌1에서는 두 진행자가 매 회 게스트와 같이 다양한 게임을 통해 서로 대결을 하는 프로그램이었다. 그러나 시즌1이 끝나면서 본 프로그램의 진행자였던 대도서관이 하차함에 따라 시즌2에서는 본 프로그램 이름에 The Contender라는 이름이 붙여짐과 동시에 국내의 많은 크리에이터들이 PD대정령에게 도전하는 콘텐츠 대결이라는 명목으로 새롭게 개편이 되었다.
각 회마다 한 명의 컨텐더가 진행자인 PD대정령과 대결을 하며, 승부는 방송 중 온게임넷 온라인 시청자 투표로 결정되고, 만일 컨텐더가 대정령의 득표율을 넘어서면 상금 30만원이 주어진다. 또한, 시즌 출연 컨텐더들 중 득표율 상위권 네 명의 컨텐더는 우승 상금 500만원이 걸린 왕중왕전에 진출하게 된다.

## 출연진
- PD대정령

### 이전 출연진
- 대도서관

## 회차 정보

### 시즌 1 《대배틀》
| 회차 | 방송일           | 게스트               | 게임 종목                                            |
| ---- | ---------------- | -------------------- | ---------------------------------------------------- |
| 1    | 2014년 10월 8일  | 이초홍, 메도우이헌터 | 앵그리버드                                           |
| 2    | 2014년 10월 15일 | 윤마, 머독           | 포코팡                                               |
| 3    | 2014년 10월 22일 | 윰댕, 불양           | 블레이드                                             |
| 4    | 2014년 10월 29일 | 도로시, 액시스마이콜 | 쿠키런                                               |
| 5    | 2014년 11월 5일  | 오성균, 정덕기       | 영웅의 군단                                          |
| 6    | 2014년 11월 12일 | 낙타, 돌재           | 퍼즐 앤 드래곤                                       |
| 7    | 2014년 11월 19일 | 클템, 강민           | 몬스터샷                                             |
| 8    | 2014년 11월 26일 | 우새별, 강건         | 서든어택 모바일: 듀얼리그                            |
| 9    | 2014년 12월 8일  | 염따, 쿤타           | 선생님 몰래 춤추기, 슈퍼 헥사곤, 벽 피하기, 바운스볼 |
| 10   | 2014년 12월 15일 | 염따, 쿤타           | 드리프트 걸즈                                        |
| 11   | 2014년 12월 22일 | 염따, 쿤타           | 드리프트 걸즈                                        |
| 12   | 2015년 1월 12일  | 한지유, 나현         | Amazing Thief, The Tower, Amazing Ninja, Rotate      |
| 13   | 2015년 1월 19일  | 한지유, 나현         | 사상 가장 어려운 게임 2                              |
| 14   | 2015년 1월 26일  | 한지유, 나현         | 캔디크러쉬 사가                                      |
| 15   | 2015년 2월 2일   | 한지유, 나현         | 돌아온 액션퍼즐 패밀리                               |
| 16   | 2015년 2월 9일   | 한지유, 나현         | Piano Tile, 길 건너 친구들, Wave Run                 |
| 17   | 2015년 2월 16일  | 한지유, 나현         | 모두의 쿠키                                          |

### 시즌 2 《대배틀 The Contender》
| 회차 | 방송일          | 컨텐더   | 득표율 | 주제                     |
| ---- | --------------- | -------- | ------ | ------------------------ |
| 18   | 2015년 3월 3일  | 카이바군 | 24%    | 작심삼일                 |
| 19   | 2015년 3월 10일 | 김왼팔   | 25%    | 다중인격                 |
| 20   | 2015년 3월 17일 | 바위골렘 | 44%    | 어제는 동창, 오늘은 적수 |
| 21   | 2015년 3월 24일 | 인간젤리 | 13%    | 캔디크러쉬 소다          |
| 22   | 2015년 3월 31일 | 쿠쿠크루 | 53%    | 소시오패스               |
| 23   | 2015년 4월 7일  | 김블루   | 40%    | 열정페이                 |
| 24   | 2015년 4월 14일 | 좀비왕   | 14%    | 불후의 명작              |
| 25   | 2015년 4월 21일 | 홍개     | 39%    | 생존의 기술              |
| 26   | 2015년 4월 28일 | KD키드   | 36%    | 힘을 내요, 슈퍼파월      |
| 27   | 2015년 5월 5일  | 란마     | 55%    | 너의 목소리가 보여       |
| 28   | 2015년 5월 12일 | 프슈     | 49%    | 런닝맨                   |
| 29   | 2015년 5월 19일 | 밴쯔     | 31%    | 남자의 눈물              |
| 30   | 2015년 5월 26일 |          |        | TOP4 진출자 하이라이트   |
| 31   | 2015년 6월 2일  |          |        | 왕중왕전                 |
| 32   | 2015년 6월 9일  |          |        | 왕중왕전 2               |

위 득표율의 파란색 숫자는 '상위권에 진출한 컨덴더의 득표율'이고, 빨간색 숫자는 '최고 득표율'입니다.
←==== 시즌 2 왕중왕전 투표 결과 ====
2015년 6월 2일과 2015년 6월 9일에 방영되었으며, 승부는 다른 방송 때와 마찬가지로 온게임넷 온라인 시청자 투표로 결정되었다.
| 컨텐더   | 1차 투표  | 2차 투표 |
| 바위골렘 | 28%       | 38%      |
| 쿠쿠크루 | 52%       | 62%      |
| 프슈     | 20%       |          |
| 란마     | 참가 포기 |          |

### 《대배틀 The Contender》 특별편
| 대정령                          | 74 : 49 | 빠른별                         |
| ------------------------------- | ------- | ------------------------------ |
| 판정단 점수: 32 시청자 점수: 42 |         | 판정단 점수: 41 시청자 점수: 8 |

| 대정령                          | 67 : 43 | 빠른별                         |
| ------------------------------- | ------- | ------------------------------ |
| 판정단 점수: 22 시청자 점수: 45 |         | 판정단 점수: 38 시청자 점수: 5 |

| 대정령                            | 2 : 0 | 빠른별                            |
| --------------------------------- | ----- | --------------------------------- |
| 첫 번째 대결: 74 두 번째 대결: 67 |       | 첫 번째 대결: 49 두 번째 대결: 43 |

| 대정령                          | 70 : 62 | 온상민                         |
| ------------------------------- | ------- | ------------------------------ |
| 판정단 점수: 48 시청자 점수: 22 |         | 판정단 점수: 53 시청자 점수: 9 |

| 대정령                          | 72 : 50 | 온상민                         |
| ------------------------------- | ------- | ------------------------------ |
| 판정단 점수: 46 시청자 점수: 26 |         | 판정단 점수: 46 시청자 점수: 4 |